# 钋化镁
钋化镁 (MgPo) 是镁和钋组成的盐。它是一种钋化物，是一系列化学性质稳定的钋化合物。

## 制备
钋化镁可以由加热金属镁和钋到 300–400 °C 而成。

## 结构
钋化镁有NiAs 结构， 晶格参数为 a = 434.5 pm 和 c = 707.7 pm。 它在钋化物中是不寻常的，因为它和对应的硫化物、硒化物和碲化物同构。在所有钋化物中，只有钋化汞 (HgPo) 也有这个性质。